# Groupe politique du Parlement européen

Résultats des élections par groupe politique, 1979 à 2019. De gauche à droite :
Communistes/Extrême gauche (COM, GU et CG, GUE, GUE/NGL)
Sociaux-démocrates (S, SOC, PES, S&D)
Verts/Régionalistes (V, V/ALE)
Régionalistes seuls (ARC, ARE)
Indépendants (CDI, TGI)
Non-inscrits (NI)
Libéraux/Centristes (L, LD, LDR, ELDR, ALDE, RE)
Conservateurs/Chrétiens-démocrates (CD, PPE, PPE-DE, PPE)
Conservateurs seuls (C, DE, FE, CRE)
Nationaux-conservateurs (UDE, DEP, RDE, UPE, UEN)
Eurosceptiques (EDN, I-EN, EDD, IND/DEM, ELDD)
Extrême droite nationaliste (GDE, GTDE, ITS, ENL, ID)

Un groupe politique du Parlement européen rassemble des députés européens de partis politiques européens, de blocs politiques informels ou encore des indépendants, pour constituer des coalitions.
Chaque groupe désigne un coordinateur de groupe, chargé de décider de quelle manière le groupe doit voter au Parlement. Cependant, aucun député n'est contraint par cette décision, et il n'existe aucune sanction officielle induite par un vote différent de celui déterminé par le groupe. Les députés ne peuvent être membres de plusieurs groupes à la fois. En revanche, ils peuvent n'appartenir à aucun groupe : on les appelle alors les « non-inscrits ».
Les présidents de groupes se rencontrent aux Conférences de Présidents pour décider quels sujets seront traités à la session plénière du Parlement européen. Les groupes politiques peuvent déposer des motions de résolutions ainsi que des amendements qui doivent être votés.

## Conditions pour former un groupe
Jusqu'en juin 2009, il fallait au moins 20 députés issus d'un cinquième des États membres pour former un groupe. À compter des élections de juin 2009, le règlement a été modifié. Il faut désormais pour former un groupe de 25 députés d'au moins un quart des États membres, soit actuellement sept.
Le règlement du Parlement précise que « les députés peuvent s'organiser en groupes par affinités politiques ». Ainsi des députés indépendants ne peuvent former un groupe. En 1999 le groupe technique des députés indépendants fut formé. Il regroupait des députés d'extrême-droite et de centre-gauche. La Commission des affaires constitutionnelles décida que les membres du groupe n'avaient pas d'affinités politiques et le groupe fut dissout. La décision fut ensuite confirmée par le Tribunal de première instance des Communautés européennes.

## Fonctionnement
Les groupes sont considérés comme des assemblées dans l’assemblée.

## Liste

### Avant 1979
Avant 1979, les députés européens sont issus des parlements nationaux des États-membres :
- le groupe socialiste est également créé en 1953, et nommé groupe des socialistes jusqu'en 1958.
- le groupe du Parti populaire européen est créé en 1953 sous le nom de groupe démocrate-chrétien puis de groupe démocrate-chrétien (groupe du Parti populaire européen) en 1978.
- le groupe libéral et démocratique, créé en 1953, est nommé groupe des libéraux et apparentés jusqu'en 1976.
- le groupe des démocrates européens de progrès est créé en 1973 et succède à l'Union démocratique européenne, créée en 1965.
- le groupe communiste et apparentés est créé en 1973.
- le groupe Conservateurs européens est créé en 1973.

### 1979-1984
À la suite des élections européennes de 1979 :
- le groupe Conservateurs européens est remplacé par le groupe des Démocrates européens.
- création du Groupe de la coordination technique pour la défense des groupes et membres indépendants.
- le groupe démocrate-chrétien (groupe du Parti populaire européen) devient le groupe du Parti populaire européen.

| Groupes au Parlement                                                                    | Partis ou sous-groupes européens                                                        | Tendance majoritaire                    | Sièges en 1979 |
| --------------------------------------------------------------------------------------- | --------------------------------------------------------------------------------------- | --------------------------------------- | -------------- |
| Groupe socialiste                                                                       | Confédération des partis socialistes de la Communauté européenne                        | socialiste/social-démocrate             | 113            |
| Groupe du Parti populaire européen (PPE)                                                | Parti populaire européen                                                                | démocrate-chrétien/conservateur/libéral | 107            |
| Groupe des Démocrates européens (DE)                                                    | Démocrates européens                                                                    | conservateur/libéral                    | 64             |
| Groupe communiste et apparentés                                                         |                                                                                         | communiste                              | 44             |
| Groupe libéral et démocratique (LD)                                                     | Fédération des partis libéraux et démocrates en Europe                                  | libéral                                 | 40             |
| Groupe des démocrates européens de progrès                                              |                                                                                         | conservateur/nationaliste               | 22             |
| Groupe de la coordination technique pour la défense des groupes et membres indépendants | Groupe de la coordination technique pour la défense des groupes et membres indépendants |                                         | 11             |
| Non-inscrits                                                                            | Non-inscrits                                                                            |                                         | 9              |

### 1984-1989
À la suite des élections européennes de 1984 :
- création du groupe Arc-en-ciel et du groupe des droites européennes.
- le groupe des démocrates européens de progrès est remplacé par le Rassemblement des démocrates européens.
- disparition du groupe de la coordination technique pour la défense des groupes et membres indépendants.

| Groupes au Parlement                         | Partis ou sous-groupes européens                                 | Tendance majoritaire                    | Sièges en 1984 |
| -------------------------------------------- | ---------------------------------------------------------------- | --------------------------------------- | -------------- |
| Groupe socialiste                            | Confédération des partis socialistes de la Communauté européenne | Socialiste/Social-démocrate             | 130            |
| Groupe du Parti populaire européen (PPE)     | Parti populaire européen                                         | Démocrate-chrétien/Conservateur/Libéral | 110            |
| Groupe des Démocrates européens (DE)         | Démocrates européens                                             | Conservateur/Libéral                    | 50             |
| Groupe libéral et démocratique (LD)          | Fédération des partis libéraux et démocrates en Europe           | Libéral                                 | 31             |
| Groupe communiste et apparentés              |                                                                  | Communiste                              | 41             |
| Rassemblement des démocrates européens (RDE) |                                                                  | Conservateur/Nationaliste               | 29             |
| Groupe Arc-en-ciel                           | Alliance libre européenne                                        | Régionaliste/Écologiste                 | 20             |
| Groupe des droites européennes               |                                                                  | Eurosceptique/Nationaliste              | 16             |
| Non-inscrits                                 | Non-inscrits                                                     |                                         | 7              |

Le groupe libéral et démocratique devient le groupe libéral, démocratique et réformateur en 1985.

### 1989-1994
À la suite des élections européennes de 1989:
- le groupe Gauche unitaire européenne succède au groupe communiste et apparentés.
- le groupe technique des droites européennes succède au groupe des droites européennes.
- les écologistes quittent le groupe Arc-en-ciel et fondent le groupe des Verts au Parlement européen, tandis que les régionalistes reforment un nouveau groupe arc-en-ciel.

| Groupes au Parlement                                 | Partis ou sous-groupes européens                       | Tendance majoritaire                    | Sièges en 1989 |
| ---------------------------------------------------- | ------------------------------------------------------ | --------------------------------------- | -------------- |
| Groupe socialiste                                    | Parti socialiste européen (1992)                       | socialiste/social-démocrate             | 180            |
| Groupe du Parti populaire européen (PPE)             | Parti populaire européen                               | démocrate-chrétien/conservateur/libéral | 121            |
| Groupe libéral, démocratique et réformateur (LDR)    | Fédération des partis libéraux et démocrates en Europe | libéral                                 | 49             |
| Groupe des Démocrates européens (DE)                 | Démocrates européens                                   | conservateur/libéral                    | 34             |
| Groupe des Verts au Parlement européen (Verts)       |                                                        | écologiste                              | 30             |
| Gauche unitaire européenne (GUE) (disparaît en 1993) |                                                        | communiste                              | 28             |
| Rassemblement des démocrates européens (RDE)         |                                                        | conservateur/nationaliste               | 20             |
| Groupe technique des droites européennes             |                                                        | eurosceptique/nationaliste              | 17             |
| Coalition des gauches                                |                                                        | communiste                              | 14             |
| groupe arc-en-ciel                                   | Alliance libre européenne                              | régionaliste                            | 13             |
| Non-inscrits                                         | Non-inscrits                                           |                                         | 12             |

Les Démocrates européens rejoignent le groupe du parti populaire européen en 1992 pour former le groupe du Parti populaire européen et des Démocrates européens (PPE-DE). le Groupe socialiste devient le Groupe du Parti socialiste européen en 1992 quand la confédération des partis socialistes de la Communauté européenne devient le parti socialiste européen.

### 1994-1999
À la suite des élections européennes de 1994 :
- création de l'Alliance radicale européenne, du groupe pour l'Europe des nations, de Forza Europa de la Gauche unitaire européenne et du Rassemblement des démocrates européens.
- disparition de la Coalition des gauches, du groupe arc-en-ciel et du groupe technique des droites européennes.
- le groupe libéral, démocratique et réformateur devient le groupe du Parti européen des libéraux, démocrates et réformateurs.

| Groupes au Parlement                                                    | Partis ou sous-groupes européens                       | Tendance majoritaire                    | Sièges en 1994 |
| ----------------------------------------------------------------------- | ------------------------------------------------------ | --------------------------------------- | -------------- |
| Groupe du Parti socialiste européen (PSE)                               | Parti socialiste européen                              | socialiste/social-démocrate             | 198            |
| Groupe du Parti populaire européen et des Démocrates européens (PPE-DE) | Parti populaire européen Démocrates européens          | démocrate-chrétien/conservateur/libéral | 157            |
| Groupe Parti européen des libéraux, démocrates et réformateurs (ELDR)   | Fédération des partis libéraux et démocrates en Europe | libéral                                 | 43             |
| Gauche unitaire européenne (GUE)                                        |                                                        | communiste                              | 28             |
| Forza Europa (FE) (disparu en 1995)                                     |                                                        | libéral conservateur/démocrate-chrétien | 27             |
| Rassemblement des démocrates européens (RDE) (disparu en 1995)          |                                                        | conservateur/nationaliste               | 26             |
| Groupe des Verts au Parlement européen (Verts)                          |                                                        | écologiste                              | 23             |
| Alliance radicale européenne                                            |                                                        | radicale                                | 19             |
| Groupe pour l'Europe des nations                                        |                                                        | eurosceptique                           | 19             |
| Non-inscrits                                                            | Non-inscrits                                           |                                         | 27             |

La Gauche unitaire européenne devient Gauche unitaire européenne/Gauche verte nordique, à la suite de l'élargissement de l'Union européenne aux pays nordiques. Les groupes Forza Europa et Rassemblement des démocrates européens fusionnent en 1995 pour former l'Union pour l'Europe. Le groupe pour l'Europe des nations devient Indépendants pour l'Europe des nations en 1996.

### 1999-2004
À la suite des élections européennes de 1999 :
- le groupe pour l'Europe des démocraties et des différences succède au groupe Indépendants pour une Europe des nations.
- l'Union pour l'Europe des nations succède à l'Union pour l'Europe.
- le groupe des Verts au Parlement européen devient le groupe des Verts/Alliance libre européenne.
- le groupe Alliance radicale européenne disparait.
- le groupe technique des indépendants est créé.

| Groupes au Parlement                                                    | Partis ou sous-groupes européens                       | Tendance majoritaire                    | Sièges en 1999 |
| ----------------------------------------------------------------------- | ------------------------------------------------------ | --------------------------------------- | -------------- |
| Groupe du Parti populaire européen et des Démocrates européens (PPE-DE) | Parti populaire européen Démocrates européens          | démocrate-chrétien/conservateur/libéral | 233            |
| Groupe du Parti socialiste européen (PSE)                               | Parti socialiste européen                              | socialiste/social-démocrate             | 180            |
| Groupe Parti européen des libéraux, démocrates et réformateurs (ELDR)   | Fédération des partis libéraux et démocrates en Europe | libéral                                 | 50             |
| Groupe des Verts/Alliance libre européenne (Verts/ALE)                  | Alliance libre européenne                              | écologiste/socialiste/régionaliste      | 48             |
| Gauche unitaire européenne/Gauche verte nordique (GUE/NGL)              |                                                        | communiste/antilibéral                  | 42             |
| Union pour l'Europe des nations (UEN)                                   | Alliance pour l'Europe des nations (fondé en 2002)     | conservateur/nationaliste               | 30             |
| Groupe pour l'Europe des démocraties et des différences                 |                                                        | conservateur/eurosceptique              | 16             |
| Groupe technique des indépendants (dissous en 2001)                     | Groupe technique des indépendants (dissous en 2001)    |                                         | 18             |
| Non-inscrits                                                            | Non-inscrits                                           |                                         | 9              |

### 2004-2009
À la suite des élections européennes de 2004 :
- le Groupe Indépendance/Démocratie succède au Groupe pour l'Europe des démocraties et des différences.
- le groupe du Parti européen des libéraux, démocrates et réformateurs devient l'Alliance des démocrates et des libéraux pour l'Europe à la suite de la création du parti démocrate européen.

| Groupes au Parlement                                                    | Partis ou sous-groupes européens                                                                 | Tendance majoritaire                    | Sièges en 2004 |
| ----------------------------------------------------------------------- | ------------------------------------------------------------------------------------------------ | --------------------------------------- | -------------- |
| Groupe du Parti populaire européen et des Démocrates européens (PPE-DE) | Parti populaire européen Démocrates européens                                                    | démocrate-chrétien/conservateur/libéral | 288            |
| Groupe du Parti socialiste européen (PSE)                               | Parti socialiste européen                                                                        | socialiste/social-démocrate             | 215            |
| Groupe Alliance des démocrates et des libéraux pour l'Europe (ADLE)     | Parti européen des libéraux, démocrates et réformateurs (ELDR) Parti démocrate européen          | démocrate/libéral                       | 101            |
| Union pour l'Europe des nations (UEN)                                   | Alliance pour l'Europe des nations                                                               | conservateur/nationaliste               | 44             |
| Groupe des Verts/Alliance libre européenne (Verts/ALE)                  | Parti vert européen Alliance libre européenne                                                    | écologiste/socialiste/régionaliste      | 42             |
| Gauche unitaire européenne/Gauche verte nordique (GUE/NGL)              | Parti de la gauche européenne Alliance de la Gauche verte nordique (NGL) autres partis de gauche | communiste/antilibéral                  | 41             |
| Groupe Indépendance/Démocratie                                          | EUDemocrats (EUD) Alliance des démocrates indépendants en Europe (dissoute en 2008) (AIDE)       | conservateur/eurosceptique              | 24             |
| Non-inscrits                                                            | Non-inscrits                                                                                     |                                         | 29             |

Le groupe Identité, tradition, souveraineté (extrême-droite) regroupe 23 députés siégeant jusque-là en tant que non-inscrits de janvier à novembre 2007.

### 2009-2014
À la suite des élections européennes de 2009, de nouveaux groupes se sont formés :
- le groupe du Parti populaire européen a vu partir les démocrates européens, certains d'entre eux ayant décidé de former le groupe des conservateurs et des réformateurs européens (ECR), un groupe qui se veut antifédéraliste ;
- le Parti socialiste européen, s'est associé au nouveau Parti démocrate italien, et forme désormais l'Alliance progressiste des socialistes et démocrates au Parlement européen (S&D)
- un Groupe Europe libertés démocratie, né sur les cendres IND/DEM et de UEN, réunissant la droite et la droite dure eurosceptique ;

| Groupes au Parlement | Groupes au Parlement                                                            | Partis ou sous-groupes européens                                                                 | Tendance majoritaire                    | Sièges en 2009 |
| -------------------- | ------------------------------------------------------------------------------- | ------------------------------------------------------------------------------------------------ | --------------------------------------- | -------------- |
|                      | Groupe du Parti populaire européen (PPE)                                        | Parti populaire européen                                                                         | démocrate-chrétien/conservateur/libéral | 265 (36 %)     |
|                      | Alliance progressiste des socialistes et démocrates au Parlement européen (S&D) | Parti socialiste européen et Parti démocrate (italien)                                           | socialiste/social-démocrate             | 184 (25 %)     |
|                      | Groupe Alliance des démocrates et des libéraux pour l'Europe (ADLE)             | Parti européen des libéraux, démocrates et réformateurs (ELDR) Parti démocrate européen          | démocrate/libéral                       | 84 (11,4 %)    |
|                      | Groupe des Verts/Alliance libre européenne (Verts/ALE)                          | Parti vert européen Alliance libre européenne                                                    | écologiste/socialiste/régionaliste      | 55 (7,5 %)     |
|                      | Groupe des conservateurs et des réformateurs européens (CRE)                    | Alliance des conservateurs et réformistes européens                                              | conservateur/antifédéraliste            | 54 (7,3 %)     |
|                      | Gauche unitaire européenne/Gauche verte nordique (GUE/NGL)                      | Parti de la gauche européenne Alliance de la Gauche verte nordique (NGL) autres partis de gauche | communiste/antilibéral                  | 35 (4,8 %)     |
|                      | Groupe Europe libertés démocratie (ELD)                                         | Mouvement pour l'Europe des libertés et de la démocratie (fondé en 2011)                         | eurosceptique/souverainiste             | 32 (4,3 %)     |
|                      | Non-inscrits (NI)                                                               | Alliance européenne des mouvements nationaux                                                     |                                         | 27             |

### 2014-2019
| Groupe | Groupe                                                                             | Partis ou sous-groupes européens | Chef(s) de file              | Députés | Pourcentage | États membres |
| ------ | ---------------------------------------------------------------------------------- | --- | ---------------------------- | ------- | ----------- | ------------- |
|        | Groupe du Parti populaire européen (PPE)                                           | Parti populaire européen (PPE) +1 parti national non affilié +4 indépendants                                                                            | Manfred Weber                | 216     | 28,76       | 28            |
|        | Alliance progressiste des socialistes et démocrates au Parlement européen (S&D)    | Parti socialiste européen (PSE) +3 partis nationaux non affiliés                                                                                        | Gianni Pittella              | 185     | 24,63       | 28            |
|        | Conservateurs et réformistes européens (CRE)                                       | Alliance des conservateurs et réformistes européens (ACRE) Mouvement politique chrétien européen (MPCE) + 1 parti national non affilié + 2 indépendants | Syed Kamall Ryszard Legutko  | 77      | 10,25       | 18            |
|        | Alliance des démocrates et des libéraux pour l'Europe (ADLE)                       | Alliance des libéraux et des démocrates pour l'Europe (ALDE) Parti démocrate européen (PDE) + 5 indépendants                                            | Guy Verhofstadt              | 69      | 9,19        | 21            |
|        | Groupe confédéral de la Gauche unitaire européenne/Gauche verte nordique (GUE/NGL) | Parti de la gauche européenne (PGE) Alliance de la Gauche verte nordique (NGL) + 10 partis nationaux non affiliés                                       | Gabriele Zimmer              | 52      | 6,93        | 14            |
|        | Groupe des Verts/Alliance libre européenne (Verts/ALE)                             | Parti vert européen (PVL) Alliance libre européenne (ALE) + 3 partis nationaux non affiliés + 2 indépendants                                            | Ska Keller Philippe Lamberts | 52      | 6,93        | 18            |
|        | Groupe Europe de la liberté et de la démocratie directe (ELDD)                     | Alliance pour la démocratie directe en Europe (ADDE) + 1 partis nationaux non affiliés + 1 indépendants                                                 | Nigel Farage                 | 42      | 5,59        | 7             |
|        | Groupe Europe des Nations et des Libertés (ENL)                                    | Mouvement pour l'Europe des nations et des libertés (MENL) Alliance européenne pour la liberté (AEL) + 2 partis non affiliés + 3 indépendants           | Marcel de Graaff Nicolas Bay | 36      | 4,79        | 8             |
|        | Non-inscrits (NI)                                                                  | Alliance européenne des mouvements nationaux (AEMN) Alliance pour la paix et la liberté (APF) + 3 partis nationaux non affiliés + 4 indépendants        | Néant                        | 22      | 2,93        | 7             |
| Total  | Total                                                                              | Total | Total                        | 751     | 100         | 28            |

### 2019-2024
| Groupe | Groupe                                                                          | Partis ou sous-groupes européens | Chef(s) de file                | Députés | Pourcentage | États membres |
| ------ | ------------------------------------------------------------------------------- | --- | ------------------------------ | ------- | ----------- | ------------- |
|        | Groupe du Parti populaire européen (PPE)                                        | Parti populaire européen (PPE) | Manfred Weber                  | 176     | 24,96 %     | 28            |
|        | Alliance progressiste des socialistes et démocrates au Parlement européen (S&D) | Parti socialiste européen (PSE) | Iratxe García                  | 145     | 20,56 %     | 27            |
|        | Renew Europe (RE)                                                               | Alliance des démocrates et des libéraux pour l'Europe (ALDE) Parti démocrate européen (PDE)                                         | Valérie Hayer                  | 103     | 14,60 %     | 24            |
|        | Groupe des Verts/Alliance libre européenne (Verts/ALE)                          | Parti vert européen (PVL) Alliance libre européenne (ALE) Parti pirate européen (PPEU) Volt Europa (Volt)                           | Ska Keller Philippe Lamberts   | 72      | 10,21 %     | 17            |
|        | Identité et démocratie (ID)                                                     | Parti Identité et démocratie (Parti ID)                                                                                             | Marco Zanni                    | 65      | 9,21 %      | 10            |
|        | Conservateurs et réformistes européens (CRE)                                    | Alliance des conservateurs et réformistes européens (ACRE) Mouvement politique chrétien européen (MPCE)                             | Raffaele Fitto Ryszard Legutko | 64      | 9,08 %      | 15            |
|        | Groupe de la Gauche au Parlement européen (GUE/NGL)                             | Parti de la gauche européenne (PGE) Alliance de la Gauche verte nordique (NGL) Maintenant le peuple (MLP) Animal Politics EU (APEU) | Manon Aubry Martin Schirdewan  | 39      | 5,53 %      | 13            |
|        | Non-inscrits (NI)                                                               | Alliance pour la paix et la liberté (APF) Initiative des partis communistes et ouvriers (INITIATIVE)                                | Néant                          | 41      | 5,81 %      | 8             |
|        | Sièges vacants                                                                  | - | -                              | 0       | 0%          | -             |
| Total  | Total                                                                           | Total | Total                          | 705     | 100%        | 27            |

### 2024-2029
À la suite des élections européennes de 2024, le Fidesz et le FPÖ créent le groupe Patriotes pour l'Europe. Certains partis du groupe Identité et démocratie, dont le Rassemblement national, le rejoignent. 
Le parti allemand Alternative pour l'Allemagne crée le groupe L'Europe des nations souveraines.
| Groupe | Groupe                                                                          | Partis ou sous-groupes européens | Chef(s) de file                                | Députés           | Pourcentage          | États membres |
| ------ | ------------------------------------------------------------------------------- | --- | ---------------------------------------------- | ----------------- | -------------------- | ------------- |
|        | Groupe du Parti populaire européen (PPE)                                        | Parti populaire européen (PPE) Mouvement politique chrétien européen (MPCE) Alliance libre européenne (ALE)                                                                  | Manfred Weber                                  | 188               | 26,11 %              | 27 (Tous)     |
|        | Alliance progressiste des socialistes et démocrates au Parlement européen (S&D) | Parti socialiste européen (PSE) | Iratxe García                                  | 136               | 18,88 %              | 25 Tous sauf: |
|        | Patriotes pour l’Europe                                                         | Patriotes.eu Alliance des conservateurs et réformistes européens (ACRE) Mouvement politique chrétien européen (MPCE)                                                         | Jordan Bardella                                | 86                | 11,94 %              | 13            |
|        | Conservateurs et réformistes européens (CRE)                                    | Alliance des conservateurs et réformistes européens (ACRE) Mouvement politique chrétien européen (MPCE) Alliance libre européenne (ALE)                                      | Nicola PROCACCINI Joachim Stanisław BRUDZIŃSKI | 78                | 10,83 %              | 18 Tous sauf: |
|        | Renew Europe (RE)                                                               | Alliance des démocrates et des libéraux pour l'Europe (ALDE) Parti démocrate européen (PDE)                                                                                  | Valérie Hayer                                  | 77                | 10,69 %              | 20 Tous sauf: |
|        | Groupe des Verts/Alliance libre européenne (Verts/ALE)                          | Parti vert européen (PVL) Alliance libre européenne (ALE) Parti pirate européen (PPEU) Volt Europa (Volt)                                                                    | Bas Eickhout Terry Reintke                     | 53                | 7,36 %               | 17 Tous sauf: |
|        | Groupe de la Gauche au Parlement européen (GUE/NGL)                             | Parti de la gauche européenne (PGE) Alliance de la Gauche verte nordique (NGL) Maintenant le peuple (MLP) Animal Politics EU (APEU) Gauche anticapitaliste européenne (GACE) | Manon Aubry Martin Schirdewan                  | 46                | 6,38 %               | 13            |
|        | L'Europe des nations souveraines (ENS)                                          | | René Aust Stanisław Tyszka                     | 25                | 3,47 %               | 8             |
|        | Non-inscrits (NI)                                                               | Alliance Sahra Wagenknecht SMER – social-démocratie Se Acabó La Fiesta (SALF) Autres                                                                                         | Néant                                          | ~33 (à confirmer) | ~4,58% (à confirmer) | 8             |
|        | Sièges vacants                                                                  | - | -                                              | 0                 | 0%                   | -             |
| Total  | Total                                                                           | Total | Total                                          | 720               | 100%                 | 27            |